# Saul Pinchas Rabbinowicz

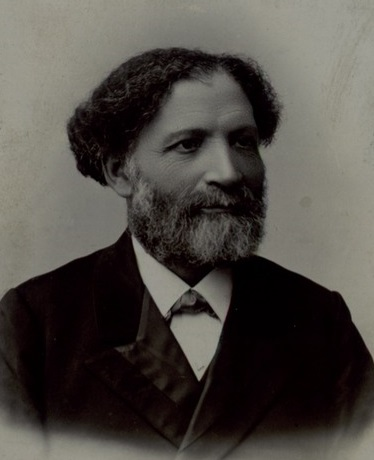
Saul Pinchas Rabbinowicz (1890)

Saul Pinchas Rabbinowicz (Saul Pinehas Rabbinowicz / Rabbinowitsch / Rabinowitz; Akronym: Schepher / SchePheR; geboren 8. April 1845 in Tauroggen, Russisches Kaiserreich; gestorben 6. Dezember 1910 in Frankfurt am Main) war jüdischer Gelehrter, Schriftsteller und hebräischer Übersetzer sowie Mitglied der Warschauer Chowewe Zion.

## Leben
Saul Pinchas Rabbinowicz gehörte zu den Mitveranstaltern der Kattowitzer Konferenz 1884, war Erster Sekretär der Union der Chowewe-Zion-Vereine in Russland, lehnte die zionistische Bewegung Herzls ab und sah als Hauptziel der Chowewe-Zion an, auf die Anhänger Herzls zugunsten sofortiger praktischer Arbeit in Palästina einzuwirken. Er übersetzte die Graetz’sche „Geschichte der Juden“ ins Hebräische (Warschau 1888). 
Rabbinowicz war der Vater der Sozialistin Sarah Rabinowitz, auch bekannt als Sonja Lerch. Eine weitere, ältere Tochter namens Lydia wird von Victor Klemperer als „fanatische Zionistin“ geschildert, die nicht mehr mit ihm verkehren wollte, nachdem sie erfahren hatte, dass er konvertiert war.
Saul Pinchas Rabbinowicz starb am 6. Dezember 1910 und wurde am 9. Dezember auf dem Alten jüdischen Friedhof Rat-Beil-Straße begraben.